# عبد الله فيروز
عبد الله فيروز عبد الله عبد الكريم ، (1978-) ناشط حقوقي يعيش بالكويت، صدر له قرار بالحصول على الجنسية الكويتية لكن لم ينفذ، ويشغل الأمين العام للحركة الكويتية للعدالة والتنمية (نبراس)» وعضو لجنة البدون في الجمعية الكويتية لحقوق الإنسان.

## جدل حول جنسيته
تؤكد سجلات وزارة الداخلية أن الناشط عبد الله فيروز أسمه الاصلي محمد حسن محمد حسن كيلاني وولد في 15 أكتوبر - 1976 ووالدته تدعى ليلى محمد علي الدرملي مصرية الجنسية والتي تزوجت بمواطن كويتي يدعي فيروز عبد الله بتاريخ (24 - سبتمبر - 1979) أي بعد ولادة إبنها عبد الله فيروز من والده المصري بثلاث سنوات، بينما يؤكد الناشط عبد الله فيروز انه كويتي الجنسية بالتأسيس ووالده فيروز عبد الله ووالدته من عائلة الدرملي باشا، كما يؤكد علي حصوله على أحكام قضائية تثبت نسبه لوالده الكويتي الجنسية المتوفي، وعلي ضوء هذه الاحكام يطالب بعودة جوازه الكويتي واعطائه الجنسية الكويتية.

## ملاحقات قضائية
أصدرت محكمة كويتية حكماً بالسجن 5 سنوات والإبعاد من البلاد يوم 9 يناير 2014 بعد اتهامه بالمساس بالذات الأميرية من خلال تغريدات على موقع تويتر.

## اقرأ أيضا
- عبد الله الصالح
- وسيم يوسف